# Аэробика на Европейских играх 2015
Соревнования по аэробике на Европейских играх 2015 прошли в столице Азербайджана, в городе Баку, в Национальной гимнастической арене.

## Календарь
| ЦО | Церемония открытия | ● | Квалификации | 2 | Финалы соревнований | ЦЗ | Церемония закрытия |

| Июнь     | Июнь     | 12 Пт | 13 Сб | 14 Вс | 15 Пн | 16 Вт | 17 Ср | 18 Чт | 19 Пт | 20 Сб | 21 Вс | 22 Пн | 23 Вт | 24 Ср | 25 Чт | 26 Пт | 27 Сб | 28 Вс | Медали |
| -------- | -------- | ----- | ----- | ----- | ----- | ----- | ----- | ----- | ----- | ----- | ----- | ----- | ----- | ----- | ----- | ----- | ----- | ----- | ------ |
| Аэробика | Аэробика |       |       |       |       |       | ●     |       | ●     |       | 2     |       |       |       |       |       |       |       | 2      |

## Медали
| Дисциплина       | Золото                                                                            | Серебро                                                                                      | Бронза                                                                                  |
| ---------------- | --------------------------------------------------------------------------------- | -------------------------------------------------------------------------------------------- | --------------------------------------------------------------------------------------- |
| Смешанные пары   | Испания · Сара Морено · Висенте Ли                                                | Италия · Миекла Кастольди · Давиде Донати                                                    | Россия · Духик Джаназян · Денис Соловьёв                                                |
| Смешанные группы | Венгрия · Пана Соллоши · Дора Лендвай · Дора Хедьи · Балаж Фаркаш · Даниэель Бали | Румыния · Лавиния Панаэте · Бьянка Горгован · Дачан Барна · Даниэль Боксер · Лучан Савулеску | Испания · Белен Гильернот · Арансасу Мартинес · Сара Морено · Висенте Ли · Педро Морено |